# チェレビチ (フォチャ地方)
チェレビチ（セルビア語:Челебићи、ボスニア語:Čelebići、クロアチア語Čelebići）は、ボスニア・ヘルツェゴビナの村。ボスニア・ヘルツェゴビナを構成する2つの構成体のうち、スルプスカ共和国に属し、フォチャ地方のフォチャ自治体にある村。モンテネグロに隣接している。
座標: 北緯43度23分02秒 東経18度58分30秒 / 北緯43.384度 東経18.975度